# Tschkalowskaja (Metro Moskau)

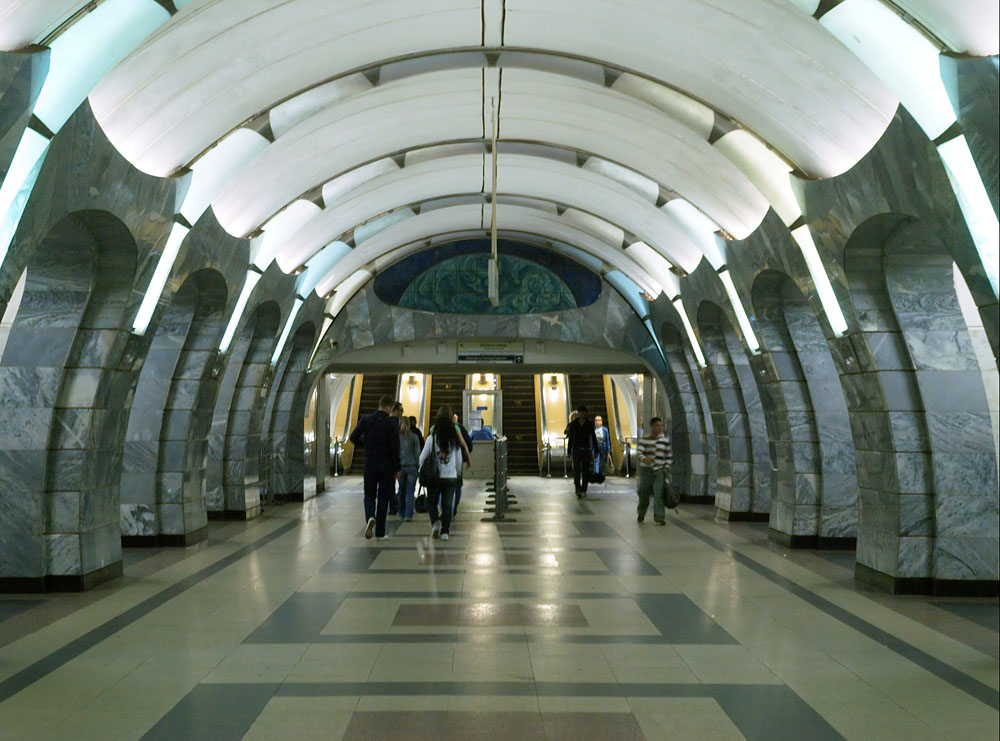
Bahnsteighalle der Tschkalowskaja

Tschkalowskaja (russisch Чка́ловская (Ausspracheⓘ), wiss. Transliteration Čkalovskaja) ist ein U-Bahnhof der Ljublinsko-Dmitrowskaja-Linie der Metro Moskau. Er wurde am 28. Dezember 1995 als Teil des ersten Bauabschnitts der Linie in Betrieb genommen und stellte bis zu deren Nordverlängerung am 30. August 2007 ihre nördliche Endstation dar.

## Beschreibung

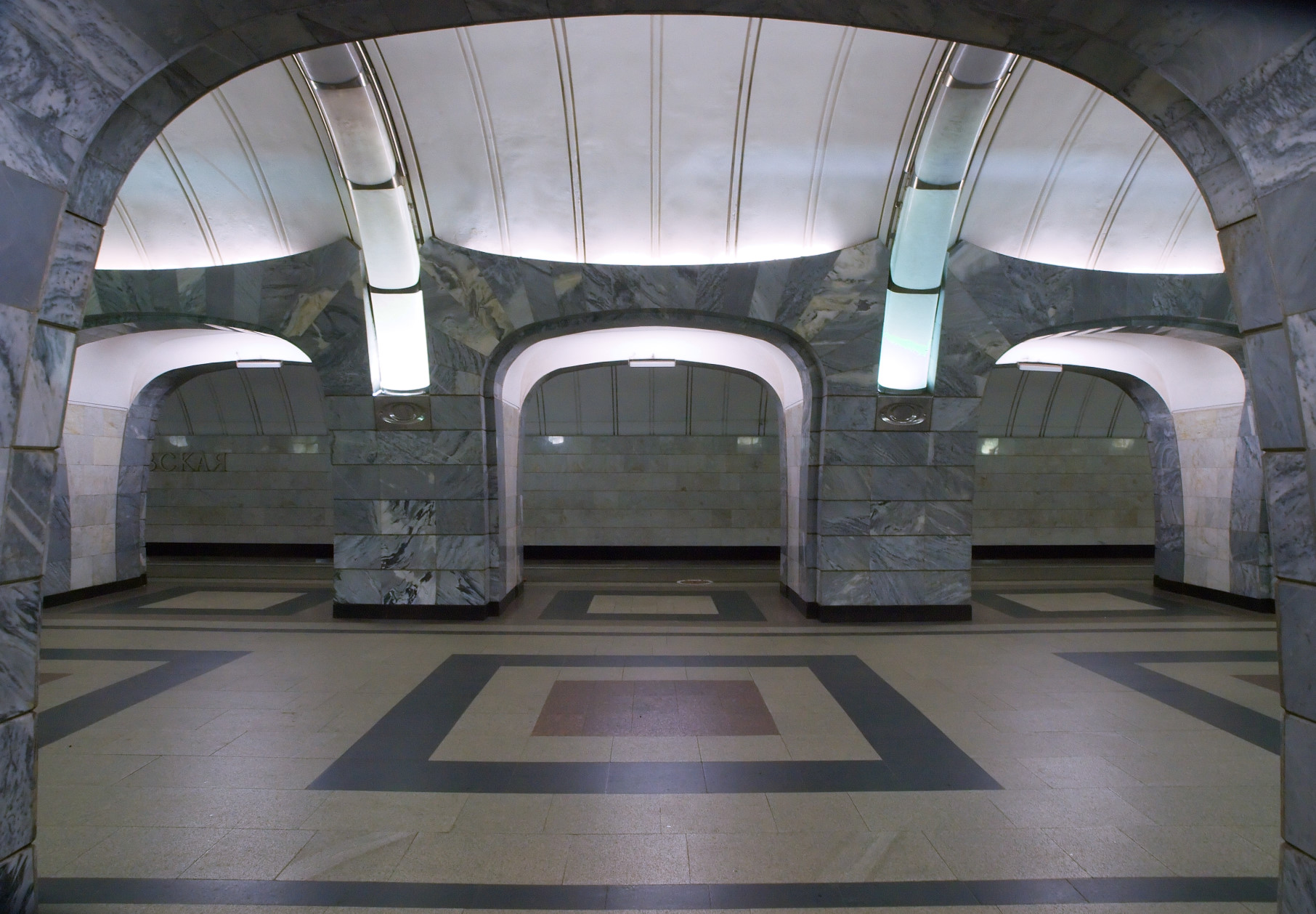
Pylonenreihen

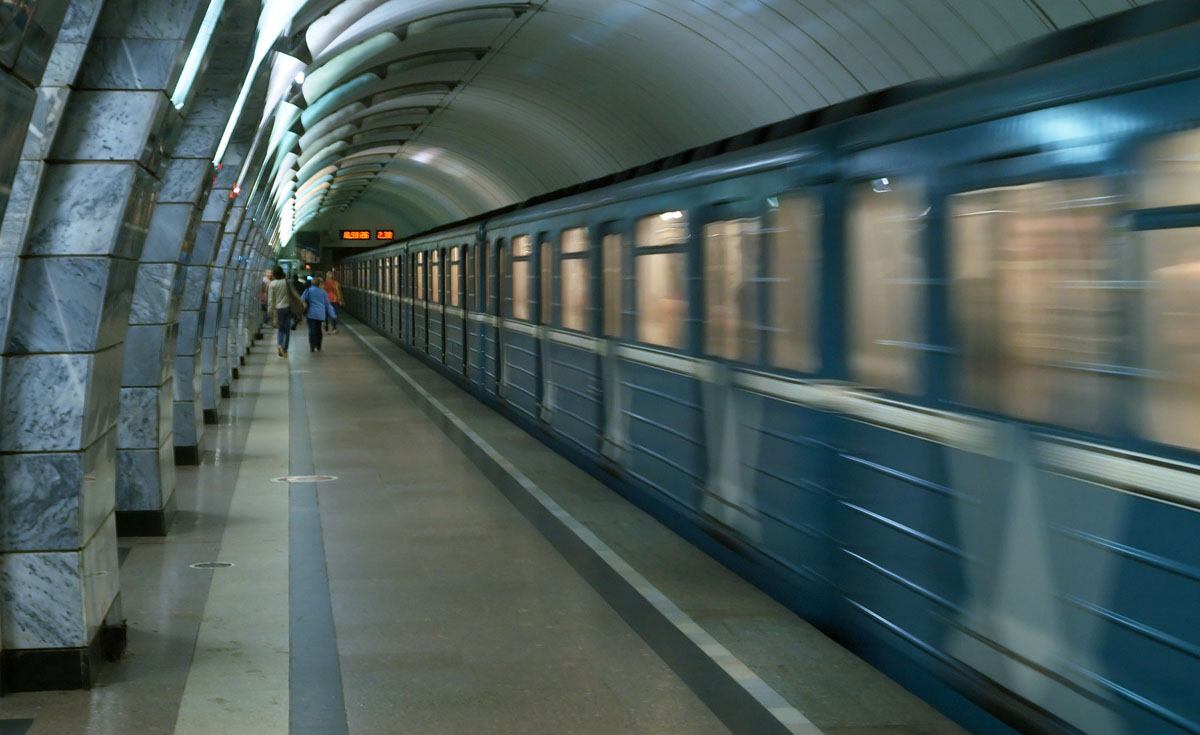
Abfahrender Zug

Der U-Bahnhof befindet sich im Osten des Moskauer Zentrums, 51 Meter unterhalb der Schnellstraße Semljanoi Wal (russ. Земляной вал, wörtlich „Erdwall“), welche ein Teilstück des Gartenrings um die historische Moskauer Innenstadt ist. 1939 bis 1992 hieß diese Straße Uliza Tschkalowa zu Ehren des frühsowjetischen Testpiloten Waleri Tschkalow, was dann auch – trotz der Rückbenennung der Straße – maßgebend für den Namen des U-Bahnhofs wurde. In unmittelbarer Nähe des Zugangs zum U-Bahnhof befindet sich das Empfangsgebäude des Kursker Bahnhofs, ebenso die Metrostation Kurskaja der Arbatsko-Pokrowskaja-Linie und die gleichnamige Station der Ringlinie. Von Tschkalowskaja aus bestehen auch direkte Umsteigemöglichkeiten zu diesen beiden Stationen. Der Zugang zur Arbatsko-Pokrowskaja-Linie befindet sich am nördlichen Ende des Bahnsteigs, den Zugang zur Schalterhalle und von dort zur Ringlinie bzw. zum Ausgang erreicht man vom südlichen Ende des Bahnsteigs.

## Architektur
Bei der architektonischen Ausstattung der Station Tschkalowskaja, die unter Leitung der bekannten U-Bahn-Architektin Nina Aljoschina durchgeführt wurde, knüpfte man im Wesentlichen an die Traditionen der 1980er-Jahre an, bei denen im Vergleich zu Stationen der 1960er- und frühen 1970er-Jahre wieder wesentlich mehr Wert an Individualität und künstlerische Komponente gelegt wurde. Speziell die Bahnsteighalle der Tschkalowskaja wurde gänzlich in grau-blauen Tönen gehalten, die für Moskauer Metrostationen nicht seltenen arkadenartigen Pylonenreihen weisen eine Verkleidung aus weißblauem Marmor auf und der Fußboden besteht aus schwarzen und grauen Granitplatten. Einige Stilelemente des Bahnhofs wurden, entsprechend seinem Namen, an das Thema der Luftfahrt angelehnt: das bogenförmige Gewölbe der Halle vermag im Zusammenspiel mit der ebenfalls bogenförmigen Anordnung der Leuchten an das Innere eines Flugzeugrumpfs oder eines Hangars zu erinnern, und zusätzlich wurde die Marmorverkleidung oberhalb der beiden Bahnsteigausgänge mit stilisierten Motiven gemustert, die unter anderem an Tschkalows Nordpolüberflug anspielen.